# Anthomyia gilvocana
Anthomyia gilvocana är en tvåvingeart som först beskrevs av Pandelle 1900.  Anthomyia gilvocana ingår i släktet Anthomyia och familjen blomsterflugor.
Artens utbredningsområde är Polen. Inga underarter finns listade i Catalogue of Life.